# ラオ・ハイ

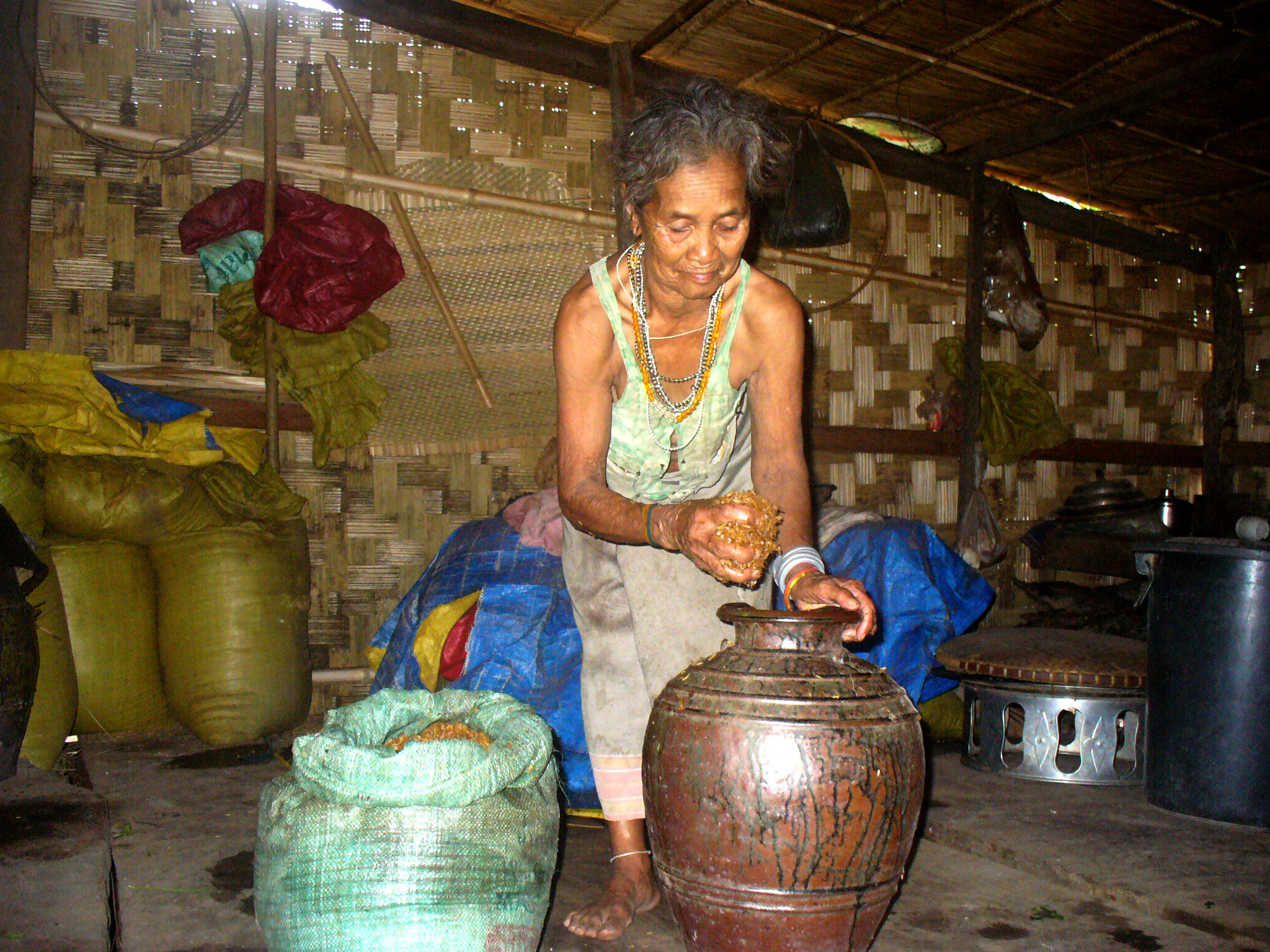
もろみを壺に入れてラオ・ハイを作るブル族の女性

ラオ・ハイ（Lao-Hai）はラオスの米を原料とする醸造酒。主に丘陵地ラーオ族が飲む酒である。

## 製法
もち米を洗い、水に3 - 4時間漬けた後、再び洗ってから1時間蒸し煮する。この米を布に広げて冷まし、餅麹のスア・ラオを粉末状にして散布する。もち米に対して25%ほどの籾殻を加えてよく混合し、プラスチック製のシートを敷いた竹ざるに入れ、さらにその上に籾殻を載せる。この上にプラスチックシートを被せ、夏季なら2晩、冬季なら3 - 4晩静置して糖化を進め、一次発酵を行う。
一次発酵後に得られるもろみは、やや湿り気があって握ると崩れる。このもろみを広げて冷まし、高さ30cmほどの壺に入れて籾殻を投入し、バナナの葉などで蓋をして粘土を塗って密封する。このまま二次発酵を行い、4 - 5日経てばラオ・ハイとして飲める状態になる。また、長期間熟成させると味が良くなり、30日ほどおくと良いとされる。

## 飲用

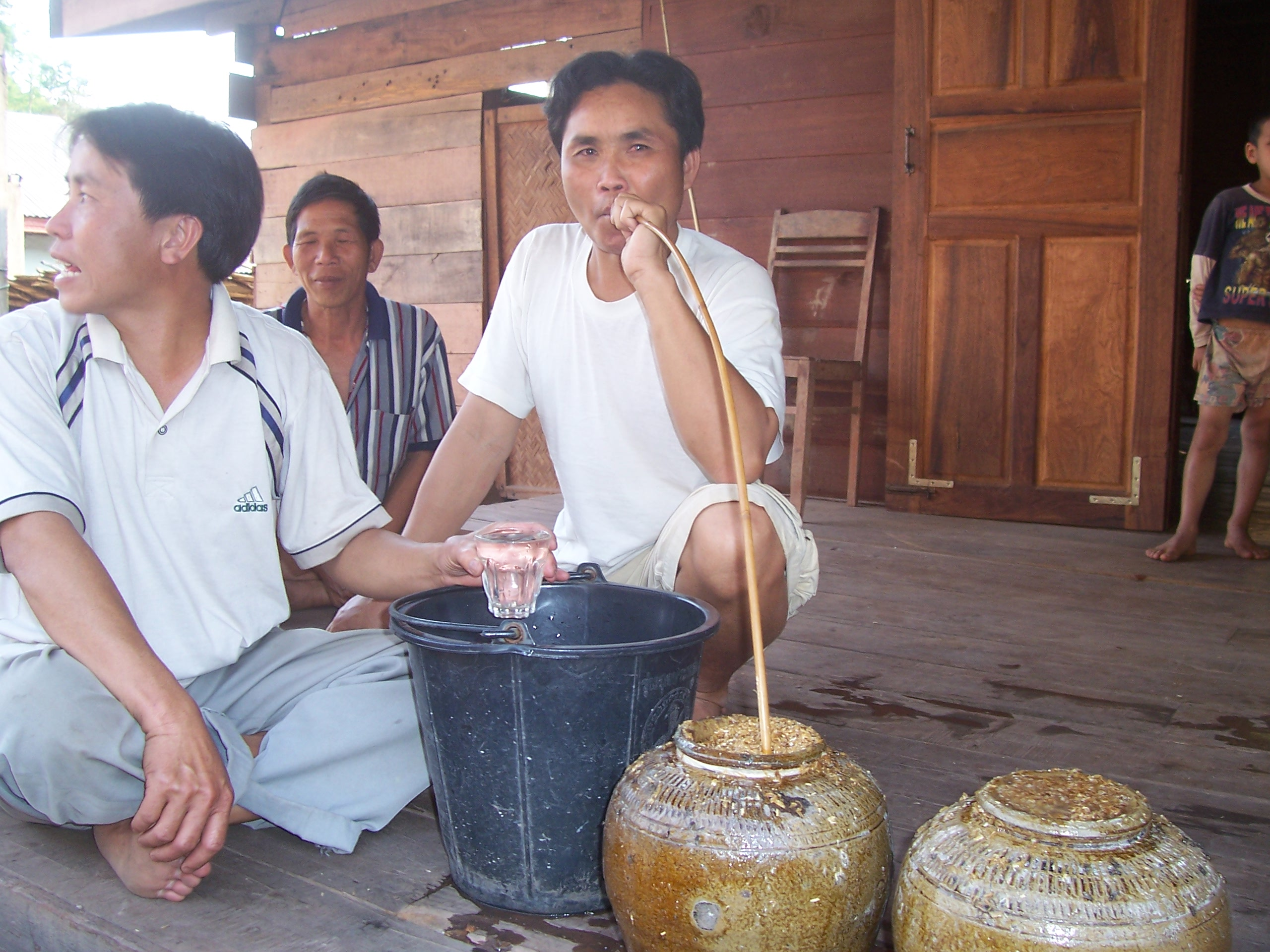
壺酒としてラオ・ハイを飲む男性

ラオ・ハイの入った壺に水を注いで竹製のストローを差し込み、そのまま壺酒として飲み、中身が減ったら水を足してまた飲む。また、壺から取り出してろ過し、ハーブや木皮の粉末を加えるとサトと呼ばれる黄色や赤色の酒となる。